# 河村良介
河村 良介(かわむら りょうすけ、1898年10月7日 - 1993年7月29日）は、日本の経営者。日本クレジットビューロー(のちのJCB)社長を務めた。山口県出身。

## 経歴
1922年に東京帝国大学経済学部を卒業し、同年に山口銀行(のちの三和銀行)に入行。1945年9月に取締役に就任し、常務、専務を経て、1957年5月に監査役に就任。1961年1月に日本クレジットビューロー(のちのJCB)社長に就任し、1970年に会長を経て、後に相談役を務めた。
1967年10月に黄綬褒章を受章し、1983年に藍綬褒章を受章した
1993年7月29日心不全のために死去。94歳没。